# 匯率穩定基金
匯率穩定基金是美國財政部的分支，負責管理美國本土的及外匯的投資組合來達至干預匯率的目的。這個特殊的安排容許美國政府在不影響本土貨幣供應來調整匯率。

## 背景
匯率穩定基金根據1934年1月31日的《黃金儲備法案》而成立。目的是為了抗衡英國財政部在1932年設立的外匯平衡賬戶。基金在1934年4月開始運作，政府注入資金達20億美元。這是將美元含金量下調後剩餘出來的資金。《黃金儲備法案》授權基金動用資金買賣黃金和外匯來穩定美元匯率。
《黃金儲備法案》授權匯率穩定基金運用那些剩餘資金來買賣政府債券。基金雖然沒有法定權力，但能夠參與其他活動。它投入這些無關的活動是為了貸款給美國所支持的政府。
1938年至1940年，財金研究部總管哈里·德克斯特·懷特草擬拉丁美洲借貸方案並且參與美洲銀行（Inter-American Bank）的計劃。可是最終失敗，但啟發了懷特下一個計劃－國際貨幣基金會及世界銀行。他在1941年根據當時的財政部部長小亨利·摩根索指示來籌備。